# Ă
Cette page contient des caractères spéciaux ou non latins. S’ils s’affichent mal (▯, ?, etc.), consultez la page d’aide Unicode.
Pour les articles homonymes, voir A brève.
Ă, ou A bref, est une lettre latine utilisée dans les alphabets du roumain, du vietnamien ou de langues touarègues comme le tamasheq et le tawallammat. Elle est composée de la lettre A diacritée d’une brève.

## Utilisation
- Roumain : le ‹ ă › représente une voyelle moyenne centrale rendue par le ə (schwa).
- Vietnamien : le ‹ ă › est un /a/ court, le brève indiquant la brévité. Elle peut aussi être combiné avec d’autres diacritiques indiquant les tons : Ằ ằ, Ắ ắ, Ẳ ẳ, Ẵ ẵ ; ou avec la lettre A point souscrit : Ặ ặ.
- Certaines méthodes de translittération du bulgare (par exemple ISO 9) utilisent ‹ ă › pour représenter la lettre cyrillique ‹ ъ › qui rend la voyelle ə.

Dans la translittération des langues sémitiques, le a bref est utilisé par certains auteurs pour translittérer ou transcrire la voyelle a réduite,. Par exemple, pour le ʾālep̄ ḥaṭep̄ pataḥ ‹ אֲ › est transcrit ‹ ʾă › ou ‹ ʔă ›.

## Représentations informatiques
Le A bref peut être représenté avec les caractères Unicode suivants :
- précomposé (latin étendu A) :

| forme     | représentation | chaîne de caractères | point de code | description                     |
| --------- | -------------- | -------------------- | ------------- | ------------------------------- |
| capitale  | Ă              | Ă                    | U+0102        | lettre majuscule latine a brève |
| minuscule | ă              | ă                    | U+0103        | lettre minuscule latine a brève |

- décomposé (latin de base, diacritiques) :

| forme     | représentation | chaîne de caractères | point de code | description                                 |
| --------- | -------------- | -------------------- | ------------- | ------------------------------------------- |
| capitale  | Ă              | A◌̆                   | U+0041 U+0306 | lettre majuscule latine a diacritique brève |
| minuscule | ă              | a◌̆                   | U+0061 U+0306 | lettre minuscule latine a diacritique brève |

Il peut aussi être représenté dans des anciens codages :
- ISO/CEI 8859-2, 16 :
  - capitale Ă : C3
  - minuscule ă : E3